# 72.º Regimiento de Instrucción Aérea
El 72.º Regimiento de Instrucción Aérea (72. Flieger-Ausbildungs-Regiment) unidad militar de la  Luftwaffe de la Alemania nazi.

## Historia
Formada el 1 de abril de 1939 en Detmold desde el 71.º Batallón de Reemplazo Aéreo con:
- Cuartel General
- Batallón de Instrucción desde el 72.º Batallón de Reemplazo Aéreo.
- Escuela Elemental de Vuelo (72.º Regimiento de Instrucción Aérea) desde la Escuela Mixta Experimental Superior Detmold.

El II Batallón de Instrucción fue formado en 1940, mientras la Escuela/72.º Regimiento de Instrucción Aérea deja el regimimiento el 1 de octubre de 1941, y se convirtió en la 72.ª Escuela Mixta Experimental Superior. Trasladado a Fels-am-Wagram en noviembre de 1939 y en Montpellier en noviembre de 1942. El 16 de agosto de 1942 es redesignado como el 72.º Regimiento Aéreo.

## Comandantes
- Coronel Alfred Sturm - (1 de abril de 1939 - 1 de abril de 1940)
- Teniente coronel Erich Munske - (1 de abril de 1940 - 26 de mayo de 1940)
- Coronel Richard Gattersleben - (27 de mayo de 1940 - 4 de marzo de 1942)
- Coronel Walter Wadehn - (5 de marzo de 1942 - 27 de noviembre de 1942)

## Orden de Batalla
- 1939 – 1940: Stab, I. (1-5), 6., 7., Escuela.
- 1941 – 1942: Stab, I. (1-5), 7., II. (8-12).